# Vestaïta
La vestaïta és un mineral de la classe dels òxids. Rep el nom per l'asteroide 4 Vesta. La vestaïta es va trobar en un meteorit del clan howardita-eucrita-diogenita (HED), que es creu originari de l'escorça de l'aquest asteroide.

## Característiques
La vestaïta és un òxid de fórmula química (Ti4+Fe2+)Ti4+₃O9. Va ser aprovada com a espècie vàlida per l'Associació Mineralògica Internacional l'any 2017, sent publicada per primera vegada el 2018. Cristal·litza en el sistema monoclínic. És l'anàleg amb Ti4+-Fe2+ de la schreyerita. Un mineral generat per xoc que per primera vegada es troba en un meteorit.
Les mostres que van servir per a determinar l'espècie, el que es coneix com a material tipus, es troben conservats a les col·leccions mineralògiques de la Universitat Friedrich Schiller, a Alemanya, amb els números de catàleg 42073 i 42074.

## Formació i jaciments
Va ser descoberta al meteorit NWA 8003, un meteorit recollit al Marroc, sent aquesta la primera espècie que té aquest meteorit com a localitat tipus. A més, aquest meteorit es tracta de l'únic indret de tot el planeta on ha estat descrita aquesta espècie mineral.